# Francisco Solano Pezet
Francisco Solano Pezet y Monel fue un sacerdote y político peruano.
Nació en Lima en la segunda mitad del siglo XVII, hijo de Marc Antoine Pezet Eustache, natural de Beziers, Francia, y María Josefa Monel y Salbo. Fue hermano de José Pezet y Monel, quien fue diputado por el departamento del Cusco.
Francisco Solano Pezet experimentó desde su juventud vocación religiosa y tomó los hábitos de la Orden de los Padres Franciscanos. Radicó algunos años en el Convento de los Descalzos de Lima y posteriormente en el Convento de Santa Rosa de Ocopa a cuya biblioteca donó los libros de su colección particular. Francisco Solano  Pezet fue también un sincero patriota a favor de la emancipación peruana.
Entre 1829 y 1832 fue elegido diputado por la provincia de Huamalies que en ese entonces pertenecía al departamento de Junín. En su gestión de diputado, durante el gobierno del mariscal Agustín Gamarra, formó parte de la Comisión Diplomática de la Cámara de Diputados encargada de los temas internacionales del país.
Sus restos descansan en el Convento de Santa Rosa de Ocopa.